# Nicolaes Tulp
Nicolaes Tulp (ur. jako Claes Pieterszoon 9 października 1593 w Amsterdamie, zm. 12 września 1674 tamże) – holenderski lekarz, chirurg, burmistrz Amsterdamu.
W latach 1611–1614 studiował medycynę w Lejdzie. Powrócił potem do ojczystego miasta, gdzie rozpoczął praktykę lekarską i ożenił się z Aagfe Van der Voegh w 1617 roku. Przyjął wtedy nazwisko Tulp (co oznacza tulipan) i imię Nicolaes.
Jako Nicolaes Tulp opublikował m.in. dzieła:
- Observationum medicarum libri tres: Cum aeneis figuris (1641)[2]
- Observationes Medicae (1652)[3]

Tulp był znany ze swojej prawości i uczciwości.
Został sportretowany przez Rembrandta jako anatom na obrazie Lekcja anatomii doktora Tulpa.
Drzewo genealogiczne rodziny Tulpów